# Badanj (Drniš)
Badanj falu Horvátországban Šibenik-Knin megyében. Közigazgatásilag Drnišhez tartozik.

## Fekvése
Knintől légvonalban 19, közúton 22 km-re délre, községközpontjától 2 km-re északkeletre, Dalmácia közepén, a Petrovo-mező északnyugati részén és a Promina-hegység délnyugati lejtőin fekszik.

## Története
A termékeny földnek és a vízben való gazdagságnak köszönhetően területén már ősidők óta folyamatosan élnek emberek. Ezt támasztják alá a régészeti leletek, melyek a történelem előtti időktől fogva megtalálhatók. A település területén a Szent János templomtól északra, Andabak településrész felett történelem előtti vár maradványai találhatók, melynek területén cserépmaradványok kerültek elő. Az ókorban itt vezetett át az a fontos római útvonal is, amely Salonát, Dalmácia egyik legjelentősebb városát kötötte össze Pannóniával. A környéken több jelentős római település (Promona, Synodion és Magnum Municipium) is állt. 1921-ben egy útnyitás munkálatai alkalmával a templom közelében két szarkofágra bukkantak, melyek a környéken található kőből, valószínűleg egy promonai műhelyben készültek. Egyikük fedőlapját négy akrotérion díszítette. Egyiküket az 1970-es években kiemelték és Drnišre szállították. Ma a városi múzeum előtt látható. A horvátok ősei a 7. században telepedtek meg először a Petrovo mezőnek ezen a termékeny részén. A középkorban a Nepilić családnak voltak itt kiterjedt birtokai. A falu középkori gótikus templomát a 19. század második felében bontották le. Ennek munkálatai során amint azt az amatőr régész Frano Radić feljegyezte, egy a templom padozatába illesztett középkori sírkőlap került elő. Területét 1522-ben foglalta el a török. A török uralom a lakosság összetételében is nagy változásokat hozott. Az üresen maradt területekre új lakosságot telepítettek, akik nagyrészt Hercegovina területéről érkeztek. 1648-ban a velenceiek ugyan visszafoglalták a Drniš környéki falvakat, de a kandiai háborút követően visszakerültek a boszniai pasa fennhatósága alá és 1683-ig ott is maradtak. Ekkor a velencei hadak szabadították fel a török uralom alól. A török a sinji háborúban 1715 és 1718 között sikertelenül próbálta visszaszerezni Drništ és környékét. A harcok során 1715-ben Badanj is súlyos károkat szenvedett, a középkori templom is romokban hevert. Végül 1718-ban a pozsareváci béke hozta el a háborúskodás megszűnését egész Dalmáciának. A templomot 1730-ban és 1780-ban is megújították. Három oltára volt. 1797-ben a Velencei Köztársaság megszűnésével a Habsburg Birodalom része lett. 1806-ban Napóleon csapatai foglalták el és 1813-ig francia uralom alatt állt. Napóleon bukása után ismét Habsburg uralom következett, mely az első világháború végéig tartott. 1869ben a lebontott régi helyére felépítették az új templomot. A régi templom néhány kőfaragványát az új templomba falazták be, közülük magasan a mellékbejárat fölé illesztették a templom titulusát megőrző feliratos követ. A falunak 1857-ben 279, 1910-ben 367 lakosa volt. Az első világháború után előbb a Szerb Királyság, majd rövid ideig az Olasz Királyság, ezután a Szerb-Horvát-Szlovén Királyság, majd Jugoszlávia része lett. 1991-ben lakóinak 96 százaléka horvát, 3 százaléka szerb nemzetiségű volt. A délszláv háború során a szerb csapatok elfoglalták és a Krajinai Szerb Köztársasághoz csatolták. 1992-ben a szerbek a templomot földig rombolták. A horvát hadsereg 1995 augusztusában a Vihar hadművelet során foglalta vissza a települést. A templom újjáépítése 1996-ban kezdődött és 1998-ig tartott. A településnek 2011-ben 280 lakosa volt.

## Lakosság
| Lakosság változása | Lakosság változása | Lakosság változása | Lakosság változása | Lakosság változása | Lakosság változása | Lakosság változása | Lakosság változása | Lakosság változása | Lakosság változása | Lakosság változása | Lakosság változása | Lakosság változása | Lakosság változása | Lakosság változása | Lakosság változása |
| ------------------ | ------------------ | ------------------ | ------------------ | ------------------ | ------------------ | ------------------ | ------------------ | ------------------ | ------------------ | ------------------ | ------------------ | ------------------ | ------------------ | ------------------ | ------------------ |
| 1857               | 1869               | 1880               | 1890               | 1900               | 1910               | 1921               | 1931               | 1948               | 1953               | 1961               | 1971               | 1981               | 1991               | 2001               | 2011               |
| 279                | 274                | 301                | 290                | 363                | 367                | 321                | 479                | 484                | 511                | 562                | 571                | 408                | 418                | 326                | 280                |

## Nevezetességei
Keresztelő Szent János tiszteletére szentelt római katolikus templomát 1868-1869 között építették. Felszentelése 1871-ben történt. Az egyhajós épület négyszögletes apszissal, fa tetőzettel, a gazdag drniši földbirtokos dr. Pavol Plenković hagyatékából épült. Fából épült a kórus is, a szentélyt diadalív választotta el a templom többi részétől. A homlokzat feletti nyitott harangtoronyban három harang volt. 1931-ben új tetőzetet, 1939-ben új harangtornyot kapott. A kőből épített főoltáron védőszentjének képe volt látható. A délszláv háború során a szerb megszállók földig rombolták. A háború után újjáépítés előtt a romok kutatása során mintegy harminc, többségben a régi gótikus templomból származó töredéket találtak, de előkerültek római és ószláv töredékek is. A feltárások alapján megállapítható volt, hogy már a régi templom is a most lerombolt templom helyén állt és a 13. vagy a 14. században épült. Feltételezik, hogy ugyanezen a helyen már a 9. és a 11. század között is állt egy ószláv templom. A mai templomot 1996 és 1998 között építették fel a régi helyén. A szentély falán egy nagy méretű, itáliai műhelyből származó keresztet helyeztek el. A templom körül található a falu temetője.